# Нестеренки (Харківський район)
Нестере́нки — село в Україні, в Люботинській громаді Харківського району Харківської області. Населення становить 200 осіб. Колишній орган місцевого самоврядування — Манченківська селищна рада.

## Географія
Село Нестеренки знаходиться біля витоків річки Уда, нижче за течією на відстані 1 км розташовані село Коваленки і місто Люботин. На відстані в 1 км розташовані селище Санжари та смт Манченки. Через село проходить автомобільна дорога М03 (E40). Поруч із селом проходить залізниця, найближча зупинка — Караванна (1 км).

## Історія
Село Нестеренки утворено в XVII столітті на узбіччі Муравського шляху. Народна назва — «Січ». Ймовірно, на місці цього населеного пункту була козацька застава.

## Населення

### Мова
Розподіл населення за рідною мовою за даними перепису 2001 року:
| Мова       | Відсоток |
| ---------- | -------- |
| українська | 93,5%    |
| російська  | 6,5%     |